# Claire Keimová
Claire Keimová (nepřechýleně Keim, * 8. července 1975, Senlis, Francie) je francouzská herečka a zpěvačka.

## Životopis
Keim se narodila do rodiny architekta a zubařky ve městě Senlis v severní Francii. V osobním životě byl jejím partnerem francouzský herec Frédéric Diefenthal, ale jejím životním partnerem je francouzský fotbalista Bixente Lizarazu, s nímž má dceru Uhainu, která se narodila v srpnu 2008.

## Filmografie
Její filmografie je poměrně bohatá, k nejznámějším patří její role Esther v seriálu Zvěrokruh z roku 2004. Jednu z prvních rolí získala ve filmu Nádherná Zelená z roku 1996. Účinkovala také ve filmu Král tančí z roku 2000.